# Karel Schroyens
Jan Karel Schroyens (Kontich, 2 augustus 1860 – aldaar, 22 juni 1929) was een Belgisch politicus voor de Katholieke Partij en vervolgens het Katholiek Verbond van België.

## Levensloop
Hij verving René Sansen als waarnemend burgemeester tijdens diens laatste levensdagen. Na diens dood werd hij aangesteld als burgemeester van Kontich, een mandaat dat hij uitoefende tot aan zijn dood in 1929. Hij werd opgevolgd door Frans De Coninck.
Hij kreeg een laatste rustplaats op de begraafplaats van Kontich.